# Groteska
Groteska je mešanica nenavadnih, grobo komičnih, ironičnih, popačenih podob z globljim smislom. Pojavlja se v likovni umetnosti in v književnosti.

## Nastanek in razvoj pojma
Besedi la grottesca (groteska) in grotesco (groteskno) sta izpeljanki iz italijanske besede grotta (jama, votlina, podzemeljski prostor) in prvotno označujeta stenske poslikave starorimskih palač, ki so jih odkrili in jih tako imenovali šele v 15.stoletju. Posebnost teh likovnih stvaritev je nenavaden stil, za katerega je značilno mešanje raznorodnih oblik v ekstravagantnih povezavah, kakršnih ne najdemo v naravi. André Chastel v svoji knjigi o groteski navaja: »Groteske so kategorija svobodnega in zabavnega slikarstva, ki so jih iznašli v antiki za dekoracijo stenskih površin in na katerih so upodobljene same prosto lebdeče oblike. Umetniki so na njih upodabljali pošastne deformacije, ki jih je ustvarila muhavost narave ali pa ekstravagantna domišljija umetnikov. Te oblike so si izmišljevali zunaj vsakega pravila. Avtor z najbolj noro domišljijo je veljal za najbolj nadarjenega«.

## Ornamentalna groteska v likovni umetnosti
Okraski z nežnimi viticami in fantazijskimi človeškimi, živalskimi in pravljičnimi bitji imajo izvor v antični rimski umetnosti. Takšno spajanje elementov proti vsaki naravni logiki je bilo že v antični dobi obsojeno s stališča klasične estetike kot nekaj, kar ne sodi v pravo umetnost. Vitruvij, rimski arhitekt za časa cesarja Avgusta, se je v svojih spisih o arhitekturi (»De architectura«) v zvezi z groteskami v Titovi palači zgražal nad početjem slikarjev, ki motive, vzete iz realnosti, povezujejo na nelogičen način tako, da iz njih ustvarjajo pošastne oblike, namesto, da bi ostali zvesti posnemanju jasnih podob iz nam neznanega sveta. Kljub tako hudi obsodbi pa so renesančni slikarji z navdušenjem posnemali novi rimski stil. Najprej v Italiji, kjer je poleg grotesknih poslikav Pintoricchija, Agostina Veneziana in Luca Signorellija najbolj znana Raphaelova poslikava vatikanske Loggie: spiralasti poganjki na osrednjih stebrih, iz katerih rastejo različne živali (kače, podgane, veverice), zabrisujejo razliko med rastlinskim in živalskim svetom. Medtem ko nesorazmerje med tankimi vertikalnimi linijami in masivnostjo figur, ki jih nosijo, priča o umetnikovem neupoštevanju osnovnih zakonov statike. Novi stil se je iz Italije hitro širil po Evropi, zlasti na sever, najprej v Francijo, pod imenom crotesque, nato pa še v Nemčijo, kot grubengroteschisch. V Angliji se je okrog leta 1523 pojavila italijanska beseda antico, ki je označevala »pošastne oblike«, ki so jih v Nemčiji imenovali »sanjski prividi«, v Italiji pa kot sogni dei pittori. 
Groteskni stil, ki je dolgo časa ostal označevalec znotraj slikarstva, pogosto povezujemo z deli fantastičnega slikarstva severne renesančne šole, predvsem v zvezi z njihovim upodabljanjem krščanske fantazmagorije poslednje sodbe in skušnjav svetnikov na eni, ter srednjeveško diabolično motiviko na drugi strani. Izraz arabeska, ki je v uporabi sinonimno s slikarsko grotesko (npr. Raphaelove arabeske) izhaja iz italijanske besede arabo (arabski) in kljub svojemu imenu, ki namiguje na prisotnost elementov abstraktne arabske ornamentalike, prav tako kot groteska označuje rimski stiliziran ornament iz rastlinskih poganjkov, listov in cvetov. Ta za razliko od še dvodimenzionalne moreske deluje plastično. Čeprav se je arabeska kot stilna oznaka uporabljala že v renesansi, pa je šele Friedrich Schlegl (18. stoletje) prvi, ki je pojem razširil tudi na literarno področje.

## Teorije groteske
Različna tolmačenja pojma groteska se večinoma porajajo v okviru literarne analize s konotacijami na likovno umetnost in arhitekturo. 

### Bahtinova »vesela groteska«
Po Mihailu Bahtinu je groteska oblikovni princip večje estetsko etične enote, poimenovane groteskni realizem, ki onstran umetnostne in literarne zgodovine preraste v širši kulturni pojav, značilen za ljudsko izročilo srednjega veka in renesanse. Z izrazom »groteskni realizem« označuje Bahtin poseben način življenja, forme eksistiranja na meji med življenjem in umetnostjo, kjer običajne življenjske norme prepustijo mesto svobodno igrivi razposajenosti. Tovrstni prizori se niso odvijali na zaprtem odru med elitnim občinstvom, temveč na ulici med navadnimi ljudmi. Pri tem misli Bahtin predvsem na srednjeveške karnevalske praznike. Ključno organizacijsko načelo grotesknega sveta je »načelo smeha«. Poglavitna naloga tega načela je osvobajanje od zavezujočih (represivnih) normativov uradnega (cerkvenega ali državnega) kulturnega pogleda. Groteskni smeh kot organizacijsko načelo karnevalskega sveta pa ni smeh v običajnem pomenu, ki sugerira posmehljiv odnos do nečesa; smejanje (usmerjeno proti) nekomu ali nečemu. Je mnogo več od novodobnega satiričnega smeha, v katerem se smejalec distancira od objekta, ki ga smeši, s čemer se »smešno« izolira, negira in izloči. Je torej več od čiste parodije, saj je sposoben zaobjeti vse, vključno s smejočim in je hkrati afirmativen, ker pritjuje življenju kot večno nastajajoči, nikoli dovršeni celovitosti. Telesnost, kot podlaga grotesknega realizma (od tod ne samo izraz realizem ampak tudi večkrat poudarjena estetska funkcija tega realizma) ni samo formalna, temveč je dejanska topografska kategorija. Usmerja se predvsem v spodnje predele telesa (genitalije, želodec, zadnjica). S poudarjanjem telesnih potreb izraža upor proti idealističnim in neživljenjskim umetniškim konceptom, hkrati pa poudarja načelo plodnosti in spajanja z zemljo kot prvinsko življenjsko kategorijo.

### Kayserjeva »srhljiva groteska«
Kayserjev poskus definicije (interpretacije) groteske na podlagi njene etimološke zgodovine se že na prvi pogled razlikuje od Bahtinove predstave grotesknega sveta. Te razlike se nanašajo na formalno specifiko grotesknega oblikovanja. Oba avtorja sta namreč soglasna glede temeljnih značilnosti groteske, kot so: mešanje heterogenih elementov na podlagi svobodne domišljije, spajanje med seboj nezdružljivih stvari, oddaljevanje od zakonitosti nam znanega splošno sprejetega vsakdanjega sveta oziroma pogleda na svet, kršenje klasičnih zakonov prostora in časa (statike, simetrije, proporcionalnosti, časovne zaporednosti itd.), namerno odstopanje od mimetičnega modela z vizualnim pretiravanjem določenih fizičnih potez in / ali značajskih lastnosti itd. Razlike med Bahtinovim in Kayserjevim pojmovanjem groteske so globalnejše. Namesto Bahtinove vesele kolektivnosti, ki osvobaja dogmatske prisile dogmatske kulture in nas vrača nazaj v občutek spojenosti z izvorno in nikoli dovršeno celovitostjo sveta, pri Kayserju strašljiva zavest o tem, da se nam je vsakdanji svet, zgrajen na navidezno trdnem redu odtujil in s pomočjo breztemeljnih sil izgubil svojo moč in trdnost. Čeprav Kayser priznava razposajeno igrivost ornamentalne groteske, pa nas opozarja na nevarnost igranja z absurdom, ki iz začetne brezskrbnosti igralca vodi v izgubo svobode, ko se tudi sam prestrašen znajde med duhovi, ki jih je tako lahkomiselno priklical. Tedaj mu ni več pomoči. Strašljivi smeh, ki se v karnevalski groteski po Bahtinu vedno spremeni v smešno strašilo, pri Kayserju ostane poln grenkobe in se z naraščanjem groteske le še stopnjuje v posmehljivosti in cinizmu, dokler se naposled ne sprevrže v satanistični smeh. Še več: namesto, da bi nas grotesken smeh osvobajal strahu pred smrtjo (kot pravi Bahtin), v nas vzbudi strah pred življenjem, saj nas mora spopasti groza pred svetom, ki ni več vreden zaupanja, saj se je tako spremenil, da nam v njem ni več živeti.

### Romantična teorija groteske
Šele v obdobju romantike groteska postane enakovredna ostalim umetniško estetskim kategorijam, za nekatere romantike pa celo najvišja. Za literarnega kritika Friedricha Schlegla je groteska (kot arabeska) »najstarejša in najizvirnejša oblika človeške fantazije«, katere namen je, da odpravi zakone razumno mislečaga človeka in nas prestavi v zmedo fantazije, v izvirni kaos človeške narave, v kateri še nisem našel lepšega simbola, kot je pisano vrvenje starih bogov«. Victorju Hugoju pomeni groteska harmonično razmerje med skrajnostmi, ki daje podobo izvorne lepote, v čemer celo presega klasično umetnino. Jean Paulov uničujoči in satanistični humor, ki ga po navadi povezujemo z grotesko, izhaja iz teženje po absolutnem in je usmerjen v idejo neskončnosti.

### Baudelaireova vrtinčasta groteska
Prvi predstavnik groteske v postromantični dobi je Charles Baudelaire. Groteski dodeli najveličastnejše mesto s tem, ko jo enači z najvišjo obliko komičnega, oziroma s tistim, čemur pravi »absolutna komika«. Baudelaire se je z grotesko ukvarjal v posebnem eseju.